# Atissa hepaticoloris
Atissa hepaticoloris är en tvåvingeart som beskrevs av Becker 1903. Atissa hepaticoloris ingår i släktet Atissa och familjen vattenflugor. Inga underarter finns listade i Catalogue of Life.